# Footsteps (Buckethead)
Footsteps è l'ottantottesimo album in studio del chitarrista statunitense Buckethead, pubblicato il 13 maggio 2014 dalla Hatboxghost Music.

## Il disco
Sessantesimo disco appartenente alla serie "Buckethead Pikes", è uno dei cinque album pubblicati dal chitarrista nel mese di maggio 2014 e contiene un unico brano della durata di oltre 29 minuti.

## Tracce
Musiche di Buckethead.
1. Footsteps – 29:15

## Formazione
- Buckethead – chitarra, basso, programmazione